# Dryas nudeola
Dryas nudeola är en fjärilsart som beskrevs av Hans Ferdinand Emil Julius Stichel 1907. Dryas nudeola ingår i släktet Dryas och familjen praktfjärilar. Inga underarter finns listade i Catalogue of Life.